# Tibor Tóth
Tibor Tóth (* 30. listopadu 1942 Košice) je bývalý slovenský fotbalista, pravé křídlo.

## Fotbalová kariéra
Začínal v Moldavě nad Bodvou, do Košic přišel z divize po maturitě. V československé lize hrál za VSS Košice. Na vojně hrál za Duklu Banská Bystrica. Po vojně působil další sezónu v Košicích, dále hrál v nižší soutěži za Martin a VSŽ Košice

## Ligová bilance
| Ročník                                   | Zápasy | Góly | Minuty | Klub       |
| ---------------------------------------- | ------ | ---- | ------ | ---------- |
| 1. československá fotbalová liga 1963/64 | 25     | 3    | 2 235  | VSS Košice |
| 1. československá fotbalová liga 1964/65 | 26     | 1    | 2 118  | VSS Košice |
| 1. československá fotbalová liga 1965/66 | 23     | 4    | 2 070  | VSS Košice |
| CELKEM I. ČS. LIGA                       | 74     | 8    | 6 423  |            |